# Rock 'n' Roll Suicide
Rock 'n' Roll Suicide è un brano musicale scritto dall'artista inglese David Bowie e pubblicato come 45 giri l'11 aprile 1974.
Secondo singolo estratto dall'album The Rise and Fall of Ziggy Stardust and the Spiders from Mars, la traccia che chiude l'album del 1972 è stata definita dal biografo Nicholas Pegg «una sorta di A Day in the Life di Bowie», una progressione dalle spiccate caratteristiche teatrali che parte da una sonorità acustica da cabaret e si sviluppa in crescendo fino alla chiusura in cui gli archi e i fiati accompagnano la chitarra di Mick Ronson.

## Tracce
1. Rock 'n' Roll Suicide (Bowie) - 2:57
2. Quicksand (Bowie) - 5:03

## Formazione
- David Bowie - voce, chitarra acustica, sassofono
- Mick Ronson - chitarra elettrica
- Trevor Bolder - basso
- Mick Woodmansey - batteria

## Il brano
(Stephen Thomas Erlewine, AllMusic)
La traccia conclusiva del concept album The Rise and Fall of Ziggy Stardust and the Spiders from Mars scandisce le ultime dissolute ore dell'alter ego di David Bowie, il messia androgino venuto dallo spazio ormai ridotto ad una vacua sagoma che cammina barcollando attraverso la strada, braccata dai fari e dalle frenate delle auto. Il 28 febbraio 1974, mentre stava elaborando il progetto rimasto incompiuto di un adattamento teatrale dell'album, Bowie fece alcune anticipazioni su Rolling Stone a proposito della forma che avrebbe assunto la canzone nello spettacolo. Intervistato dallo scrittore William Burroughs, raccontò degli uomini delle stelle chiamati "infiniti", di cui Ziggy Stardust era il profeta: «Giunti sulla Terra, gli "infiniti" si impossessano di Ziggy per diventare reali, perché nel loro stato originale sono antimateria e non possono esistere nel nostro mondo. Lo fanno a pezzi sul palco durante la canzone Rock 'n' Roll Suicide. Appena Ziggy muore sul palco, gli "infiniti" si appropriano dei suoi elementi e diventano visibili».
Al di là di questa lettura fantascientifica il brano può essere visto come una sorta di riflessione sullo status di rockstar, con implicazioni più intime e profonde che lo stesso Bowie aveva chiamato in causa in quel periodo: «Quando sei tanto giovane non riesci a credere che ti possa venire meno la capacità di essere così entusiasta e spavaldo nei confronti del mondo, della vita, dell'esperienza. Sei convinto di avere praticamente scoperto tutti i segreti della vita. Rock 'n' Roll Suicide era un modo per dichiarare la fine dell'effetto-giovinezza».
Aver "recuperato" Rock 'n' Roll Suicide a più di due anni di distanza dall'uscita dell'album e quasi in contemporanea con l'uscita di Rebel Rebel, con cui il cantante aveva dato l'addio al trucco e ai colori sgargianti del glam rock, potrebbe essere una conferma della lettura introspettiva della traccia. Bowie si ferma per un attimo a riflettere sulla sua condizione e si rende conto che con l'ingresso nell'età adulta sta effettivamente perdendo qualcosa di sé. Alcuni passaggi del brano sembrano quasi profetici riguardo all'immediato futuro, come se Ziggy si rivolgesse al suo creatore prima di scendere nell'abisso:
Anche se il verso iniziale richiama quello dei Canti Andalusi del poeta spagnolo Manuel Machado («La vida es un cigarrillo / Humo, ceniza y candela...» - «La vita è una sigaretta / Fumo, cenere e brace...») l'intimazione di mortalità che apre Rock 'n' Roll Suicide trarrebbe ispirazione dalla poesia La Pipe di Charles Baudelaire, contenuta nella raccolta I fiori del male: «Quel verso è una sorta di plagio di Baudelaire», dichiarò David Bowie nel 1997, «qualcosa riguardo alla vita che somiglia a una sigaretta, si può fumare in fretta o gustare con tutta calma».
Lo straziante grido finale «You're not alone, gimme your hands, 'cause you're wonderful!» chiude la storia di Ziggy Stardust con una via d'uscita dalla desolazione, come scrisse Richard Cromelin su Rolling Stone il 20 luglio 1972: «Anche se lo stato d'animo non è esattamente gioioso, un disperato, invasato ottimismo riesce a farsi valere sinceramente, e un nuovo punto da cui cominciare la salita è fermamente stabilito».

### Il lato B
Ispirata dal viaggio negli Stati Uniti del febbraio 1971 e inserita nell'album Hunky Dory dello stesso anno, Quicksand è un insieme di narrazione e surrealismo che combina una melodia apparentemente semplice con un testo introverso e quasi impenetrabile ma pieno di oscuri presagi. Disorientato e intimidito, Bowie medita sulle sue capacità inespresse "intrappolato tra luce e tenebre", in una spirale sinistra di riferimenti a Churchill, Himmler, Nietzsche e Aleister Crowley.

## Registrazione
Registrata ai Trident Studios di Londra nel febbraio 1972, Rock 'n' Roll Suicide chiuse le sessioni di The Rise and Fall of Ziggy Stardust and the Spiders from Mars anche se inizialmente non era stata prevista la sua presenza nell'album in cui fu inserita all'ultimo momento al posto di Holy Holy, tantomeno era stata pensata come potenziale 45 giri.
La decisione di pubblicarla come singolo venne presa a distanza di oltre due anni, quando la carriera di Bowie aveva preso una direzione completamente diversa e Ziggy Stardust stava ormai lasciando il posto al "Duca Bianco".

## Uscita e accoglienza
Il singolo venne pubblicato l'11 aprile 1974 nel Regno Unito, in Francia, Germania, Turchia, Jugoslavia, Stati Uniti e Nuova Zelanda.
Pur essendo inevitabilmente legato al periodo glam di David Bowie, riuscì ad arrivare al 22º posto nella Official Singles Chart, dove rimase in classifica per sette settimane, e al 12º in Irlanda, una testimonianza del credito commerciale di cui godeva all'epoca e che diede via libera allo sfruttamento del precedente catalogo da parte della RCA.
Nel gennaio 2016, dopo la morte del cantante Rock 'n' Roll Suicide ha guadagnato nuova popolarità ed ha fatto ingresso nella classifica francese al 139º posto.

## Rock 'n' Roll Suicidedal vivo
Rock 'n' Roll Suicide venne eseguita come canzone conclusiva di quasi tutti i concerti dello Ziggy Stardust Tour 1972 e dell'Aladdin Sane Tour 1973 e in breve tempo divenne la più teatrale delle rappresentazioni sul palco di questo periodo, tanto da essere stata definita dal biografo David Buckley più simile allo spettacolo d'avanguardia che ad una vera canzone rock.
L'idea di scrivere brani con l'occhio puntato alla loro potenziale resa sul palco rimarrà un elemento cruciale dell'arte di David Bowie, anche se in questo caso la fusione di musica e teatro, con il cantante che alla fine di ogni concerto si sporgeva verso le prime file per toccare le mani dei fan adoranti, sarebbe stata concepita dalla moglie Angela che ha definito il brano «una visione della vita alla fine di un arcobaleno spezzato».
Queste manifestazioni di isteria collettiva vennero immortalate nel film concerto Ziggy Stardust and the Spiders from Mars, girato all'Hammersmith Odeon di Londra il 3 luglio 1973 durante l'ultimo show di Ziggy Stardust, in cui il brano venne preceduto dal cosiddetto "farewell speech" con cui Bowie si congedò dal suo pubblico vestendo per l'ultima volta i panni del suo alter ego.
Per il brano venne girato anche un video promozionale da Mick Rock rimasto inedito, con riprese di alcune date del periodo 1972/1973 e sequenze tratte dai backstage montate sulla registrazione audio dello stesso concerto.
In seguito Rock 'n' Roll Suicide venne eseguita come brano di chiusura anche nelle date del Diamond Dogs Tour 1974 e fu ripresa nei primi concerti dello Stage Tour 1978 e del Sound + Vision Tour 1990.
L'unica occasione al di fuori delle tournée ufficiali in cui venne eseguito il brano fu la sessione BBC registrata il 23 maggio 1972 per il programma Sounds of the 70s condotto da Bob Harris.

## Pubblicazioni successive
Il 45 giri è stato pubblicato di nuovo nel 1983, all'interno della serie Lifetimes, e nel 2014 in versione picture disc, in occasione del 40º anniversario e in concomitanza con il Record Store Day, con la versione live del 3 luglio 1973 come lato B.
Rock 'n' Roll Suicide è presente nelle seguenti raccolte di greatest hits:
- Best Deluxe (1973, uscito in Giappone)
- The Best of Bowie (1980)
- The Singles Collection (1993)
- The Best of David Bowie 1969/1974 (1997)
- The Platinum Collection (2005)

Versioni dal vivo si trovano in:
- David Live (1974)
- Ziggy Stardust - The Motion Picture (1983)
- Ziggy Stardust and the Spiders from Mars (1984, video album)
- Sound + Vision (1989)
- RarestOneBowie (come bonus track dell'edizione giapponese del 1998)
- Bowie at the Beeb (2000)
- Live Santa Monica '72 (2008)

Il brano è incluso nella colonna sonora di What We Do Is Secret del 2007.

## Cover
Oltre ad essere stata oggetto di alcune cover, Rock 'n' Roll Suicide è stata eseguita in lingua finlandese da Pate Mustajärvi nel 1988 (con il titolo Itsemurha) e in brasiliano da Seu Jorge nel 2004, nella colonna sonora di Le avventure acquatiche di Steve Zissou.
Tra gli artisti che hanno pubblicato una cover, molti dei quali in album tributo:
- Tony Hadley come singolo nel 1993
- El Vez in G.I. Ay Ay! Blues del 1996
- gli Info Riot in Ashes to Ashes - A Tribute To David Bowie del 1999
- i Cybernauts in Cybernauts Live del 2000
- i Black Box Recorder nel CD singolo The Art of Driving del 2000
- gli Aslan nel CD singolo Different Man del 2001
- Hazel O'Connor in Diamond Gods - Interpretations of Bowie del 2001
- Jeff Dahl in I Was a Teenage Glam-Fag - Volume 2 del 2002
- i Revue Noir in .2 Contamination: A Tribute to David Bowie del 2006
- Neal Morse, Mike Portnoy e Randy George in Cover to Cover del 2006
- The Sirens in More is More del 2007
- gli American Heartbreak in David Bowie Acoustic Tribute del 2007
- Camille O'Sullivan in Live @ The Olympia del 2008
- Gwyneth Herbert come ghost track in All the Ghosts del 2009
- Techno Cowboy in The Ziggy Stardust Omnichord Album del 2009
- Jenifer nella compilation Message  del 2010
- Carl Mentalperson in Oddities - A Tribute to David Bowie del 2010 (digital release)
- gli Accelorater in Tribute to David Bowie del 2011
- i Woodhands in Paper Bag Records Vs. The Rise and Fall of Ziggy Stardust and the Spiders from Mars del 2012
- i Chuckamuck in David Bowie Recovered del 2014